# Obbolaön
Obbolaön er en 	23,71 kvadratkilometer stor ø i Umeälven, ved dens udløb i havet. Øen ligger i Umeå kommun, et stykke syd for byen Umeå i Västerbottens län i Sverige.
Øen er cirka 10 kilometer lang (fra nord til syd) og godt 3 kilometer bred på det bredeste sted. Øen deler Umeälven i to dele hvor den løber ud i havet. Øst for øen ligger den 1–3 kilometer brede Österfjärden, mod vest ligger den betydeligt smalere Västerfjärden. Syd for øen ligger Bottenviken. Mod nord grænser den til den yderst smalle del af Västerfjärden som kallas Storrinneln.
På øens østlige side ligger byen Obbola, med godt 2.000 indbyggere. Den forbindes nordud med Umeå via E12, som fra Obbola fortsætter mod øst via Obbolabron og Holmsundsbron til Holmsund og Umeå havn.
Øen er hovedsagelig dækket af nåleskov. Ud over industribyen Obbola er bebyggelsen på øen hovedsageligt fritidshuse, samt et antal landbrugsejendomme.

## Eksterne kilder og henvisninger
1. ↑  Geografiska uppgifter Arkiveret 22. august 2013 hos  Wayback Machine Geografiska uppgifter

63°42′N 20°18′Ø / 63.700°N 20.300°Ø